# توستر نساباتا
توستر نساباتا (بالإنجليزية: Toaster Nsabata)‏ (4 يناير 1990 بشينغولا في زامبيا - ) هو لاعب كرة قدم زامبي في مركز حراسة المرمى. شارك مع منتخب زامبيا لكرة القدم.

## وصلات خارجية
- توستر نساباتا على موقع قاعدة بيانات كرة القدم.إي يو (الإنجليزية)
- توستر نساباتا على موقع ناشيونال فوتبول تيمز (الإنجليزية)
- توستر نساباتا على موقع Soccerway.com (الإنجليزية)